# Uranoscopus cadenati
Uranoscopus cadenati és una espècie de peix pertanyent a la família dels uranoscòpids.

## Descripció
- Pot arribar a fer 50 cm de llargària màxima.[5][6]

## Hàbitat
És un peix marí, demersal i de clima tropical que viu entre 30 i 300 m de fondària.

## Distribució geogràfica
Es troba a l'Atlàntic oriental: des del Gabon fins a Angola.

## Observacions
És inofensiu per als humans.